# Majśke (obwód czernihowski)
Majśke (ukr. Майське) – wieś na Ukrainie, w obwodzie czernihowskim, w rejonie koriukowskim, w hromadzie Mena. W 2001 liczyła 191 mieszkańców, spośród których 190 wskazało jako ojczysty język ukraiński, a 1 rosyjski.